# Otto Stiel
Otto Stiel fou un militar curlandès del segle xvii. Fou capità de la flota del ducat de Curlàndia. A partir del 1655-1659 i fins al 1661, va exercir com a comandant de les fortaleses i governador de les colònies de Curlàndia a la zona del riu Gàmbia.
El 1655 (o, segons altres fonts ja el 1654) va substituir interinament al governador Wilhelm Philipp von Seitz (1654-1655) i va exercir fins al febrer del 1657 quan el va substituir Joachim Deninger von Olinda que va morir al cap d'uns mesos, recuperant Stiel el govern interí fins que en fou confirmat com a titular el 1658. En 1659, quan el duc Jacob Kettler estava captiu dels suecs i la Companyia Holandesa de les Índies Occidentals pretenia apoderar-se de les possessions curlandeses al riu Gàmbia, va rebutjar l'oferiment holandès (el departament d'Amsterdam de la Companyia) de passar al servei d'Holanda entregant el fort Jakob a l'illa de Sant Andreu. No obstant els holandesos van subornar a la guarnició i la Companyia es va fer càrrec de l'illa. A Otto Stiel se li va permetre tornar lliurement a Curlàndia. No obstant això a principis de 1660, l'illa va caure en mans de pirates al servei de Suècia, que la van acabar venent a la mateixa Companyia Holandesa de les Índies Orientals, però aquest cop al departament de Groningen. Els comerciants de Groningen - probablement perquè l'havien adquirit sense conèixer la situació anterior a la transacció, van reconèixer i considerar l'illa encara com a propietat del duc de Curlàndia. Otto Stiel, que havia arribat ja a Holanda, va tornar immediatament al riu Gàmbia. Els holandesos oposats a l'entrega, van intentar reprendre l'illa més tard, però es van trobar amb una resistència militar dels vilatans que estaven en bones relacions amb els curlandesos. Això va fer possible que Otto Stiel romangués al seu lloc de governador.
No obstant això, el seu govern de les colònies de Curlàndia no va durar molt temps, ja que el 19 de març de 1661 els establiments van ser presos després de diversos dies de setge pels britànics sota el comandament de Robert Holmes.